# Strymon gerhardi
Strymon gerhardi är en fjärilsart som beskrevs av Otto Staudinger 1894. Strymon gerhardi ingår i släktet Strymon och familjen juvelvingar. Inga underarter finns listade i Catalogue of Life.